# Waffen-Lobby
Als Waffen-Lobby werden Interessengruppen oder Interessenverbände bezeichnet, die zur Vereinfachung oder Erhaltung von Produktion, des Waffenhandels oder des Besitzes von Waffen Lobbyismus betreiben.
So versucht die Rüstungsindustrie im Bereich der Waffenverbreitung und Rüstungskontrolle, Exportkontrollen für Waffen zu verhindern oder zu lockern. Der Begriff Waffen-Lobby wird im Bereich des privaten Waffenbesitzes auch auf Sportschützen, Jäger und Paintballspieler bezogen.

## Organisationen der Waffenindustrie
Von Seiten der Rüstungsindustrie ist man hierbei insbesondere auf den Absatz der Produkte bedacht. Hierbei geht es in erster Linie um den weltweiten Absatz von Kriegswaffen an Militärs. Der Bereich der Jagd- und Sportwaffen ist für einige Waffenhersteller sowie Munitionslieferanten wirtschaftlich von geringerer Bedeutung. Hersteller von militärischen Gewehren und Pistolen, wie z. B. der deutsche Hersteller von Handfeuerwaffen Heckler & Koch haben nur eine vergleichsweise kleine Produktion für den zivilen Markt. Andere betreiben eine gemischte Produktion für sowohl Behörden- als auch Zivilmarkt wie z. B. die Firma Carl Walther GmbH oder der italienische Waffenhersteller Beretta. Sport- und Jagdwaffen werden zumeist von spezialisierten Herstellern wie der der Firma J. G. Anschütz oder der Firma Feinwerkbau hergestellt.
Im nord- und südamerikanischen Raum sind Waffen- und Munitionshersteller mehrheitlich (Ausnahme C.I.P.-Mitgliedsstaat Chile) über das Sporting Arms and Ammunition Manufacturers’ Institute (SAAMI) organisiert. Das SAAMI wirkt als Lobby der Waffen-, Munitions- und Sprengmittelproduzenten, Händler und Anwender bei US-amerikanischen Behörden und den Vereinten Nationen beratend bei der Entwicklung der Gesetzgebung.
In Europa nehmen diese Aufgabe die IEACS «Institut Européen des Armes de Chasse et de Sport» und die AFEMS «Association of European Manufacturers of Sporting Ammunition» wahr. Beide Verbände sind wie auch das SAAMI Mitglieder bei dem internationalen World Forum on the Future of Sport Shooting Activities.

## Organisationen des Waffenhandels
In Europa haben Waffenhandelsverbände den Dachverband A.E.C.A.C gegründet. Die Abkürzung steht für «Association Europeenne de Commerce d´ armes civiles». Die Ziele des Dachverbands sind nach eigener Darstellung die Sammlung von Erfahrungen und Erkenntnisse aus dem Handel mit zivilen Waffen für Jagd- und Sport, die Sicherung der wirtschaftlichen Grundlagen des Berufsstandes und die Vertretung der Interessen der Mitgliedsverbände auf beruflichem, wirtschaftlichem und sozialem Gebiet gegenüber der Industrie, den internationalen oder europäischen Institutionen, sowie besonders bei der EU.

## Organisationen zum privaten Waffenbesitz
Jäger, Sportschützen und Paintballspieler werden teils ebenfalls der Waffen-Lobby zugerechnet. Allerdings handelt es sich bei den Waffenanwendern nicht um eine homogene Gruppe.

### International
International sind Organisationen World Forum on the Future of Sport Shooting Activities (WFSA), die nach eigener Darstellung 100 Millionen Menschen vertritt, und die IAPCAR (International Association for the Protection of Civilian Arms Rights) lobbyistisch tätig.
Die Interessen der Waffenbesitzer in Schießsport vertritt international die in München ansässige ISSF (International Shooting Sport Federation).

### Europa

#### Europaweit (Pan-Europa)
In Europa ist für die Interessen der privaten Waffensammler die Lobbyorganisation FESAC (Foundation for European Societies of Arms Collectors) tätig. Die Interessen der europäischen Jäger werden durch FACE (Federation of Associations for Hunting and Conservation of the EU) vertreten. Seit 2013 werden die Interessen der europäischen Legalwaffenbesitzer und Sportschützen durch die Graswurzelbewegung Firearms United in Form einer europäischen Dachorganisation vertreten.

#### Nationale europäische Verbände
- In Deutschland gab es seit 1969 den Verband für Waffentechnik und -geschichte[12] als eine Interessenvertretung der legalen Waffenbesitzer. 1997 gründete sich das Forum Waffenrecht, welches sich im März 2024 zum Bundesverband zivile Legalwaffen (BZL) umbenannte, und 2009 prolegal Interessengemeinschaft für Waffenbesitz e. V.[12] Daneben existieren noch kleinere Interessenverbände wie die German Rifle Association[12] und die FvLW (Fördervereinigung Legaler Waffenbesitz e. V.)[12][13].
Hinzu kommen die deutschen Jäger- und Sportschützenverbände wie der Deutsche Schützenbund (1,4 Mio. Mitglieder)[12] und der Deutsche Jagdschutz-Verband (240.000 Mitglieder).[12] Hinzu kommen Vereinigungen von Herstellern, wie  etwa der Verband Deutscher Büchsenmacher und Waffenfachhändler (VDB).
- In Österreich sind für die waffenrechtlichen Interessen der privaten Waffenbesitzer die Interessengemeinschaft Liberales Waffenrecht Österreich, Firearms United – Österreich[14] und der Nationale Feuerwaffen Verein Österreich[15] tätig.
- In der Schweiz bestehen unter anderen die Pro Tell[16] die Interessengemeinschaft Schiessen Schweiz (IGS).[17] und die Interessengemeinschaft Geschichte und Waffe (IGW), die die Interessen der wichtigsten privaten Waffenmuseen und Waffensammlervereine vertritt. Die IGS hatte am 9. September 2010 den «Verein gegen die Waffenverbotsinitiative»[18] gegründet, der die Kampagne gegen die Eidgenössische Volksinitiative «Für den Schutz vor Waffengewalt» führte und koordinierte. Diese Initiative wurde am 13. Februar 2011 von 57 % der Stimmbürger verworfen. Die Stimmbeteiligung betrug 48,8 %. Auch das Ständemehr kam nicht zustande, da die Kantone diese im Verhältnis von 20 zu 6 ablehnten.
- In Italien ist für die Interessen der privaten Waffenbesitzer die Lobbyorganisation Consorzio Armaioli[19] tätig.
- In Spanien werden die waffenrechtlichen Interessen der privaten Waffenbesitzer von der Lobbyorganisation ANARMA (Asociación Nacional del Arma de España)[20] vertreten.
- Im Vereinigten Königreich werden die waffenrechtlichen Interessen der privaten Waffenbesitzer von der Lobbyorganisation NRA (National Rifle Association of United Kingdom),[21] von der BASC (British Association for Shooting and Conservation)[22] und weiteren Organisationen vertreten.
- In der Tschechischen Republik werden die waffenrechtlichen Interessen der privaten Waffenbesitzer von der Lobbyorganisation LEX[23] vertreten.

### Amerika
- In Argentinien werden die waffenrechtlichen Interessen der privaten Waffenbesitzer von der Lobbyorganisation ALUTARA (Asociación de Legítimos Usuarios y Tenedores de Armas de la República Argentina)[24] vertreten.
- In Brasilien werden die waffenrechtlichen Interessen der privaten Waffenbesitzer von der Lobbyorganisation Movimento Viva Brasil[25] vertreten.
- In Chile werden die waffenrechtlichen Interessen der privaten Waffenbesitzer von der Lobbyorganisation ANTRA (Agrupación Nacional por la Tenencia Responsable de Armas)[26] vertreten.
- In Kolumbien werden die waffenrechtlichen Interessen der privaten Waffenbesitzer von der Lobbyorganisation ACOLUSAR (Asociación Colombiana de Usuarios de Armas)[27] vertreten.
- In Uruguay werden die waffenrechtlichen Interessen der privaten Waffenbesitzer von der Lobbyorganisation Autraf (Asociación Uruguaya de Tenedores Responsables de Armas de Fuego)[28] vertreten.
- Obige Verbände schlossen sich 2013 zum Dachverband Coalición Armas Legales Latinoamericanas (CALL) zusammen, der 11 Nationen und ca. 5 Millionen Waffenbesitzer vertritt und 2014 Rederecht auf der Kleinwaffenkonferenz der UN bekam.[29]
- In den Vereinigten Staaten werden die waffenrechtlichen Interessen der privaten Waffenbesitzer von rund 15 unterschiedlichen Organisationen vertreten:
  - CCRKBA (Citizens Committee for the Right to Keep and Bear Arms)[30]
  - GCO (GeorgiaCarry.org)[31]
  - GOA (Gun Owners of America)[32]
  - Handgun Club of America[33]
  - JPFO (Jews for the Preservation of Firearms Ownership)[34]
  - LEAA (Law Enforcement Alliance of America)[35]
  - Liberty Belles[36]
  - MRA (Massachusetts Rifle Association)[37]
  - NRA (National Rifle Association, Info siehe Artikel)
  - Pink Pistols (Organisation der homosexuellen nordamerikanischen Waffenbesitzer)[38]
  - Saint Gabriel Possenti Society (Organisation der katholischen nordamerikanischen Waffenbesitzer)[39]
  - SAF (Second Amendment Foundation)[40]
  - SAS (Second Amendment Sisters), (Organisation der Frauenrechtsbewegungen der nordamerikanischen Waffenbesitzer)[41]
  - Stonewall Shooting Sports of Utah[42]
  - SCCC (Students for Concealed Carry on Campus), (Organisation der Studentenbewegung der nordamerikanischen Waffenbesitzer)[43]
  - VGOC (Virginia Gun Owner’s Coalition)[44]
  - VCDL (Virginia Citizens Defense League)[45]

### Asien
- In der Republik der Philippinen werden die waffenrechtlichen Interessen der privaten Waffenbesitzer von der Lobbyorganisation PROGUN (Peaceful Responsible Owners of Guns)[46] vertreten.

### Afrika
- In der Republik Simbabwe werden die waffenrechtlichen Interessen der privaten Waffenbesitzer von der Lobbyorganisation Zimbabwe Sport Shooting Federation[47] vertreten.
- In der Republik Südafrika werden die waffenrechtlichen Interessen der privaten Waffenbesitzer von der Lobbyorganisation SAGA (South African Gunowners’ Association)[48] vertreten.

### Ozeanien
- Für die Region Ozeanien werden die waffenrechtlichen Interessen der privaten Waffenbesitzer unter anderem von der Sportorganisation Oceania Shooting Federation[49] vertreten.
- In Australien werden die waffenrechtlichen Interessen der privaten Waffenbesitzer von der Lobbyorganisation AISL (Australian International Shooting Limited)[50] vertreten.